# Пентешешть
Пентешешть, Пентешешті (рум. Păntășești) — село у повіті Біхор в Румунії. Входить до складу комуни Дрегенешть.
Село розташоване на відстані 376 км на північний захід від Бухареста, 62 км на південний схід від Ораді, 92 км на захід від Клуж-Напоки, 131 км на північний схід від Тімішоари.

## Населення
За даними перепису населення 2002 року у селі проживали 198 осіб.
Національний склад населення села:
| Національність | Кількість осіб | Відсоток |
| -------------- | -------------- | -------- |
| румуни         | 172            | 86,9%    |
| цигани         | 26             | 13,1%    |

Рідною мовою назвали:
| Мова      | Кількість осіб | Відсоток |
| --------- | -------------- | -------- |
| румунська | 172            | 86,9%    |
| циганська | 26             | 13,1%    |